# Les Lizz
les Lizz（リズ）は、日本の5人組のロックバンド。所属レコード会社・所属事務所はスタジオリズ株式会社である。
本バンド及びスマートフォン・iPhone向けのアプリケーションはスタジオリズ株式会社（本社：東京都新宿区／代表取締役）が企画・制作した。
2017年09月15日 に、les Lizzというノベルバンドプロジェクトアプリをリリース。
ストーリー（小説） × VFX映像 × 音楽 x ITテクノロジーを目的としたプロジェクトである。

## 概要
（Web + Native） x IoT という形式で、1つのEnterTechのカタチを表現する目的も含めたプロジェクト。
目的に向け、アプリのアップデートを繰り返していきながら、ユーザーと共に1つのストーリーを完成させていく。
また、10月4日より、テレビ朝日系列局 北海道テレビ（HTB） 【てつたくハウス】のエンディング曲として2nd シングル【Addictive GAME】が放映されている。
http://tetsutaku.jp/
既にアプリ配信されている楽曲が、Apple Musicや、spotify での配信も開始されている。

## メンバー
KALO <カロ>/Vocal（ヴォーカル）
耽美の国の王子。シスコン。
AO<アオ>/Guitar（ギター）
忍びの国の王子。（上手側ギター）
毒舌。
TAVE<ターヴ>/Guitar（ギター）
騎士の国の王子。（下手側ギター）
　　愛されキャラ。
MO-MO＜モモ＞/Bass（ベース）
不思議の国の王子。美しい物好き。
性別不明？チェシャ猫を飼っている。
SAVOIE<サヴォア>/Drum（ドラム）
地下闇の国の王子。
ヤンチャキャラ、女性に目がない

## 略歴
- 2017/9/15          les Lizz ノベルバンドプロジェクトアプリをリリース
- 2017/9/15          Independenceをリリース
- 2017/10/6          Addictive Gameをリリース テレビ朝日系列局北海道テレビ【てつたくハウス】のエンディング曲として放送されました。
- 2017/11/2          Dogmaをリリース
- 2017/12/1          Dämonisch die Weltをリリース ストーリーに登場した『スティーヴ・リエーヴル（Steve Lievre）』役にニコニコ動画・YouTubeLiveで活躍されている、蛇足【だそく】を起用した楽曲
- 2018/1/31          Magical Paradiseをリリース
- 2018/5/1            Spread Overをリリース
- 2019/2/13　　　 The snowlandをリリース　初の全国流通のCD

## ディスコグラフィー
| No.             | タイトル           | 公開日    | 収録曲 | 備考 |
| --------------- | ------------------ | --------- | --- | --- |
| 1st（配信）     | Independence       | 2017/9/15 | 1.Indeoendence 2.Infinite Attackers 3.祈り 4.Indeoendence -inst. 5.Infinite Attackers -inst 6.祈り -inst    | |
| 2nd（配信）     | Addictive Game     | 2017/10/6 | 1.Addictive Game 2.Arise 3.Addictive Game -inst. 4.Arise -inst.                                             | 2017/10/4よりテレビ朝日系列局北海道テレビ 【てつたくハウス】のエンディング曲として放送されました                                             |
| 3rd（配信）     | Dogma              | 2017/11/2 | 1.Dogma 2.blind love 3.Dogma -inst. 4.blind love -inst.                                                     | |
| 4th（配信）     | Dämonisch die Welt | 2017/12/1 | 1.Dämonisch die Welt 2.Duel Blast 1.Dämonisch die Welt -inst. 2.Duel Blast -inst                            | ストーリーに登場した 『スティーヴ・リエーヴル（Steve Lievre）』役に ニコニコ動画・YouTubeLiveで活躍されている、 蛇足【だそく】を起用した楽曲 |
| 5th（配信）     | Magical Paradise   | 2018/1/31 | 1.Magical Paradise 2.Lapis 3.Magical Paradise -inst 4.Lapis -inst                                           | |
| 6th（配信）     | Spread Over        | 2018/5/1  | 1.Spread Over 2.アニミズム 3.Spread Over -inst 4.アニミズム -inst                                           | |
| 1st（全国流通） | The snowland       | 2019/2/13 | 1.The Snowland 2.accepting the unknown 3.The Snowland - Instrumental 4.accepting the unknown - Instrumental | les Lizz 初となる全国流通CD発売 |

## メディア

### TV
- 2ndシングル Addictive GAME 2017年10月04日より、テレビ朝日系列局 北海道テレビ 【てつたくハウス】のエンディング曲

## ストーリー

### 序詩　使命
- プロローグ：『王からの特命』
- 第１小節：『大切なものは強さ？』
- 第２小節：『初戦』
- 第３小節：『恥と弱みと』
- 第４小節：『事件の始まり』
- 第５小節：『メカニズム発覚』
- 第６小節：『迫りくる危機』
- 第７小節：『前進』
- 第８小節：『調律（シントニア）師の誕生』
- 第９小節：『孤独な戦い』
- 第１０小節：『強さが全て〜ターヴ目線〜』
- 第１１小節：『仲間を求めて』
- 第１２小節：『一つのはじまり』

### 第１楽章　純情
- 第１小節：『一致団結』
- 第２小節：『嫉妬』
- 第３小節：『建前』
- 第４小節：『悪魔信仰』
- 第５小節：『親友の本音』
- 第６小節：『カナデの本音』
- 第７小節：『事件勃発』
- 第８小節：『ホシノサタンの陰謀』
- 第９小節：『綺麗事では片付けられない』
- 第１０小節：『仲間と共に』

### 第２楽章　古傷
- 第１小節：『忍びの州州都「花蘭」』
- 第２小節：『木蓮孤児院にて』
- 第３小節：『雨の夜の悪夢』
- 第４小節：『アオの原動力』
- 第５小節：『モモの気持ち』
- 第６小節：『事件の真相』
- 第７小節：『シリウスの疑惑』
- 第８小節：『五線譜の村』
- 第９小節：『木霊弦楽器』
- 第１０小節：『仲間の絆』

### 第3楽章　悪戯
- 第１小節：『凱旋』
- 第２小節：『打倒耽美』
- 第３小節：『変化』
- 第４小節：『記憶の謎』
- 第５小節：『ボルダ覚醒』
- 第６小節：『悪戯の幕開け』
- 第７小節：『フードファイトバトル！』
- 第８小節：『二人の調律ーシントニアー師』
- 第９小節：『シントニアの闇』
- 第１０小節：『複雑な後夜祭』

### 第4楽章　愛
- 第１小節：『les Lizz公式会見』
- 第２小節：『サヴォア復活』
- 第３小節：『騎士の州へ』
- 第４小節：『ターヴの腹心カイト』
- 第５小節：『アドリアナ温泉』